# IC 3876
IC 3876 је спирална галаксија у сазвјежђу Береникина коса која се налази на листи објеката дубоког неба у Индекс каталогу.
Деклинација објекта је + 19° 0' 55" а ректасцензија 12h 54m 48,4s. Привидна величина (магнитуда) објекта IC 3876 износи 16,7 а фотографска магнитуда 17,5.